# Ursus Minor Mountain
Ursus Minor Mountain är ett berg i Kanada.   Det ligger i provinsen British Columbia, i den centrala delen av landet, 3 100 km väster om huvudstaden Ottawa. Toppen på Ursus Minor Mountain är 2 285 meter över havet.
Terrängen runt Ursus Minor Mountain är huvudsakligen bergig. Trakten runt Ursus Minor Mountain är nära nog obefolkad, med mindre än två invånare per kvadratkilometer.. 
Trakten runt Ursus Minor Mountain består i huvudsak av gräsmarker.